# Blasquisme

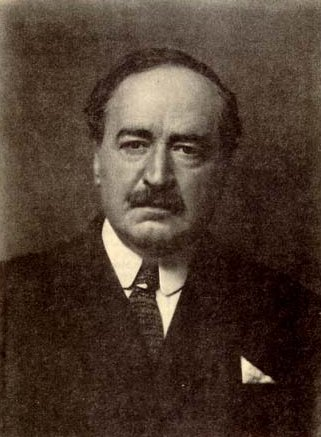
L'écrivain et homme politique Vicente Blasco Ibáñez, figure phare du mouvement blasquiste.

Le blasquisme (en castillan : blasquismo ; en catalan : blasquisme) est un mouvement politique populiste et républicain apparu dans la région de Valence, en Espagne, sous l'influence de l'écrivain et journaliste Vicente Blasco Ibáñez, dont les idées furent diffusées à travers son journal El Pueblo (fondé en 1894), qui fut l'une des clés de son succès.
Surtout populaire dans la zone de l'Horta de Valence, le mouvement connaît un essor particulier à partir du déclin électoral du Parti républicain démocratique fédéral, parti fédéraliste proche des thèses de Francesc Pi i Margall.
En 1908, le mouvement se canalise à travers un parti politique sous le nom de Parti d'union républicaine autonomiste (PURA), qui devient politiquement hégémonique dans la ville de Valence et une partie de sa province entre la fin du XIXe siècle et les années 1933, avec la parenthèse de la dictature de Primo de Rivera (1923-1929).

## Caractérisation
Le blasquisme apparaît dans le contexte d'un républicanisme profondément ancré au Pays valencien au XIXe siècle. L'idéologie blasquiste se caractérise par un anticléricalisme radical et violent, défenseur de l'insurrection plutôt que de la participation électorale, influencé par Manuel Ruiz Zorrilla. Ces caractéristiques l’amènent à se rapprocher un temps d'Alejandro Lerroux, débouchant sur une éphémère Union révolutionnaire en 1895,. L'un de ses antécédents se trouve chez les sans-culottes de la Révolution française, défenseurs du principe rousseauiste selon lequel la souveraineté populaire ne se délègue pas, mais s'exerce, que les blasquistes appliquent à travers leur mobilisation continue dans les rues.
Selon Alfons Cucó, les caractéristiques les plus apparentes du mouvement blasquiste sont les quatre suivantes :
- Un anticléricalisme combatif ;
- Une mythification thaumaturgique de la République. Blasco Ibáñez lui-même le narre dans son roman Arroz y Tartana : « Au son de la Marseillaise [...] les industriels rêvaient de la réduction des impôts ; ceux en blouse blanche, de la suppression des consumos[5] et de l'impôt sur le vin, et les femmes, émues et presque en larmes, que les quintas[6] seraient finies pour toujours. » ;
- Ses efforts pour s'attirer la classe ouvrière. « Ceux qui sauront distinguer le pratique de l'utopique, qu'ils viennent à nous, car toute la régénération de la classe ouvrière est tenfermée dans les constitutions et les procédés du parti républicain fédéral », peut-on lire dans une proclamation ;
- Son idolâtrie et sa déification de la figure de Blasco Ibáñez. Dans un poème, il est comparé à Jésus-Christ[7].

Le mouvement est en grande partie parallèle et semblable à celui mené par Lerroux, mais il se concentre surtout dans les comarques de l'Horta. La clef de son succès populaire réside dans le manichéisme de son discours, populiste et anticléricaliste, qui s'avère capable de susciter l'adhésion des masses valenciennes. Tout comme le Parti républicain radical, son idéologie diffuse et ambiguë mêle réformisme social, revendications libérales et progressistes, soutien au mouvement ouvrier apolitique et une politique urbaine prétendant satisfaire les intérêts de la bourgeoisie. Ainsi son électorat parvient à rassembler des éléments issus de classes sociales diverses, avec une grande capacité de mobilisation.
L'un de ses plus grands succès est sa contribution fondamentale à la disparition des deux partis dynastiques de la Restauration dans la capitale valencienne au début du XXe siècle.

## Histoire

### Leadership de Blasco Ibáñez (1892-1902)
Le blasquisme, comme son nom l'indique, surgit de l'intense activité politique menée par l'écrivain et militant républicain Vicente Blasco Ibáñez à partir ed 1892, date à laquelle il décide de se consacrer entièrement à la politique, devenant rapidement « l'homme politique le plus populaire [de Valence] et le plus redouté pour sa capacité à séduire les gens. « À Valence, on ne peut pas sortir dans la rue sans la permission de M. Blasco Ibáñez et de ses amis », tonne un député carliste [...] Une chose est certaine : Blasco vit intensément la politique, il parcourt les quartiers des grandes et petites villes de la province pour donner des meetings, écrit quotidiennement dans le journal et est élu député aux Cortes lors de sept législature », jusqu'à ce qu'il se lasse de l'être (en 1907), selon ses propres dires.
La clé du développement du mouvement républicain est le journal El Pueblo, fondé par Blasco en novembre 1894. Il y écrit près d'un millier d'articles et un très grand nombre de brèves ou chroniques non signées. Son originalité ne réside pas seulement dans son prix — inférieur de moitié de celui du reste de la presse valencienne —, dans ses titres, dans les feuilletons écrits par Blasco lui-même dans lesquels les lecteurs des classes populaires se reconnaissent et qui s'identifient avec l'histoire politique et sociale que le journal narre jour après jour, dans « son style léger où mélodrame, comédie et pédagogie se trouvaient habilement mêlés ». Ainsi, s'organise progressivement un mouvement de masse sous sa direction, à la manière de ceux qui commencent alors à prendre racine en Europe, dont les bases sont le nouveau prolétariat industriel et la vieille classe artisanale, celle qu'on commence à appeler la « classe ouvrière ». « À une époque [celle de la Restauration] où les députés étaient «encasillados» par le ministre de l'Intérieur et étaient élus sans même être connus de leurs électeurs, la présence cordiale et proche, et tout à la fois incandescente, du « grand homme » dans les meetings, dans les casinos et dans la rue, supposait une rupture dans la manière de faire de la politique ».
La base organisationnelle du mouvement est le réseau de sept casinos républicains stratégiquement répartis dans les quartiers ouvriers de la ville de Valence, en plus du casino central, qui abrite une Université populaire. Les casinos sont alors des lieux de réunion et des espaces de sociabilité pour « les gens aux idées avancées, les ennemis des curés et partisans de la république sociale », fournissant une identité individuelle et collective à une époque où de nombreuses personnes revendiquent fièrement leur idéologie républicaine. Les casinos sont un instrument de mobilisation citoyenne efficace, puisque en quelques heures des centaines de personnes assistent aux rassemblements annoncés par le journal El Pueblo, que ce soit pour saluer Canalejas par des acclamations, pour manifester en faveur des écoles laïques ou pour semer le désordre dans une procession religieuse. De plus, ils affichent une activité culturelle très variée et vivante, « avec une sensibilité particulière face à tout ce qui concerne les droits de l'Homme ».
Le mouvement blasquiste devient hégémonique dans la ville de Valence et remporte toutes les élections entre 1898 et 1933. Sa force, selon l'historien spécialiste de Blasco Ramir Reig, « résida dans son asomption de la culture populaire et son identification à la culture républicaine. L'utilisation du langage spontané de la rue et de ses manières licencieuses et plébéiennes, de la sociabilité méditerranéenne et de son goût pour le tumulte et le bruit, des relations de voisinage et des fêtes, firent du républicanisme non seulement l'expression politique des classes populaires, mais aussi de leur manière d'être, de parler et d'imaginer la vie. Les problèmes de cette approche populiste sont évidents : la dérivation de résidus émotionnels, pour le dire comme Pareto, vers des formes d'exaltation irrationnelle (simplisme anticlérical, valencianisme grossier, partisanerie tribale) ».
Blasco Ibáñez étant partisan d'un républicanisme prônant l'abstention électorale (influencé par Manuel Ruiz Zorrilla), il se lie rapidement d'amitié avec Alejandro Lerroux, sous l'influence duquel il crée l'éphémère Fédération révolutionnaire. À partir de 1903, ce noyau rejoint le parti Union républicaine, aspirant à devenir une fusion de toutes les familles politiques du républicanisme espagnol.

### Scission «sorianiste» (1903-1908)

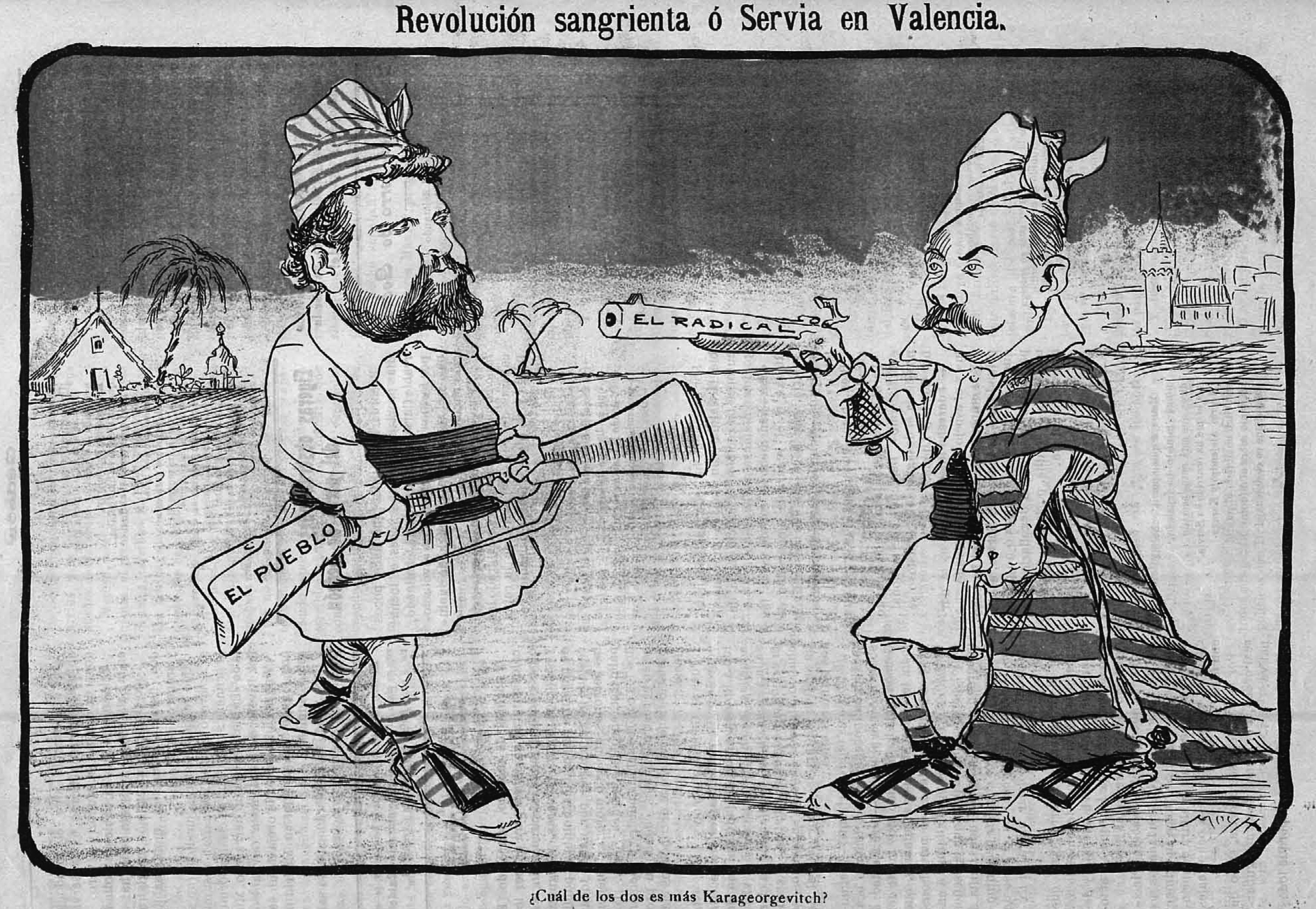
Caricature publiée le 18 juin 1903 dans la revue Gedeón intitulée «Revolución sangrienta ó Servia en Valencia» (« Révolution sanglante ou Sérvia à Valence ») sur l'affrontement violent entre Vicente Blasco Ibáñez (à gauche) et Rodrigo Soriano (à droite).

En 1903, le blasquisme subit la scission « sorianiste », ainsi appelée en référence à Rodrigo Soriano, « numéro deux » du mouvement. Le déclencheur est un article de Soriano publié le 4 février 1903 dans El Pueblo, profitant d'une absence de Blasco Ibáñez, intitulé «Revolucionarios de entretiempo» (« Révolutionnaires de saison »), caricaturant un républicain démagogue (Samson) se vendant à la monarchie et identifié à Blasco Ibáñez par l'opinion publique. Blasco Ibáñez répond avec un article intitulé «Las cosas claras» (« Les choses claire ») publié dans El Pueblo vingt jours plus tard et le 6 mars Soriano est exclu du mouvement. Quatre jours plus tard, le 10 mars, paraît le journal El Radical, organe du groupe républicain radical, dirigé par Soriano et, depuis Madrid, le leader de l'Union républicaine, Nicolás Salmerón, le désavoue et donne tout son soutien à Blasco Ibáñez.
Cependant, lors des élections générales d'avril 1903, Soriano triomphe avec 8 066 voix, tandis que le député Blasco Ibáñez, arrivé en deuxième position, obtient 7 856 voix. L'affrontement culmine dans une violente dispute entre Soriano et Blasco au Congrès des députés le 1er juillet, se terminant par un duel au pistolet entre les deux hommes le 10 juillet, mais reste sans conséquence. Selon Alfons Cucó, le conflit était « une affaire strictement personnelle entre Rodrigo Soriano et Blasco Ibáñez, [qui] n'affecta pas les bases idéologiques, si élémentaires, du républicanisme valencien. Le blasquisme et le sorianisme étaient deux factions identiques, fondées sur l'anticléricalisme et l'idéal d'une République chimérique. L'un et l'autre s'appuyaient également sur la petite bourgeoisie, et même sur la bourgeoisie urbaine laïque ».
Comme le souligne Ramir Reig, dès lors se déchaîna une « guerre fratricide entre les fanatiques inconditionnels de Blasco et l'inévitable bataillon de rancuniers et désillusionnés qui suivirent Soriano », créant un climat politique de tension dans la ville de Valence, avec un échange de coups de feu au retour d'un meeting. Après les élections de 1905 à l'issue desquelles il est de nouveau élu député, Blasco décide de s'installer à Madrid pour s'éloigner des « passions que sa personne réveillait à Valence ». Il se voit encore obligé par ses partisans à se présenter, encore avec succès, aux élections d'avril 1907, mais il renonce peu après à son siège et abandonne la vie politique active, à laquelle il ne revient qu'à la dictature de Primo de Rivera, qu'il combat depuis l'exil.
Contrairement aux directives de Nicolás Salmerón, le blasquisme s'oppose aux tentatives de la coalition Solidaritat Catalana d'établir des liens entre Catalogne et Pays valencien. Il s’oppose aussi au mouvement valencianiste naissant et à sa revendication d’officialisation du valencien. Il attaque ainsi l’Assemblée régionaliste valencienne convoquée en 1907 par le groupe València Nova, accusant ses participants de servir les intérêts de la bourgeoisie catalane, protectionniste et favorable à l'Église. La lutte entre « blasquistes » et « sorianistes » s'aggrave encore lors de cette assemblée. Les « sorianistes » lui apportent leur soutien, tandis que depuis El Pueblo, dirigé par Félix Azzati, est lancée une dure campagne anti-sorianiste et anticatalaniste — les membres des entités « solidaristes » de Catalogne et des îles Baléares également été invités à l'Assemblée sont reçus à la gare de Valence aux cris de « Vive l'Espagne ! » et « Mort à la Catalogne ! ». Le blasquisme adopte à partir de ce moment une idéologie anticatalaniste qui sera l'un de ses traits caractéristiques,.

### Retrait de Vicente Blasco Ibáñez et leadership de Félix Azzati (1907-1929)
En 1908, le blasquisme rompt avec Alejandro Lerroux et fonde son propre parti, le Parti d'union républicaine autonomiste (PURA). Dans le même temps, le retrait de Blasco Ibáñez de la politique provoque une lutte acharnée pour le pouvoir au sein du parti, remportée par Félix Azzati. Celui-ci maintient le parti dans une ambiguïté idéologique, ce qui l'oblige à affronter l'anarcho-syndicalisme en essor, mais il maintient sa prééminence politique au conseil municipal de Valence jusqu'en 1923 — avec un intervalle où les conservateurs occupent la mairie en 1911 — grâce à son discours populiste et anticlérical capable de mobiliser les masses. Son idéologie diffuse et ambiguë se manifeste dans un discours soutenant un certain réformisme social et un ouvriérisme apolitique, tout en prétendant satisfaire les intérêts de la bourgeoisie à travers la politique d’urbanisme. De la sorte, il réussit à se constituer une base interclassiste dotée d’une grande capacité de mobilisation, en grande partie grâce à ses appels directs à la liberté, au progrès, à la science et à l’éducation pour tous.[réf. nécessaire]
Durant la dictature de Primo de Rivera les activités du parti, comme des autres formations politiques, se trouvent suspendues et le mouvement connaît une perte de prestige en conséquence de luttes politiques avec les sorianistes débouchant parfois sur des affrontements physiques, voire des coups de feu.

### Leadership de Sigfrido Blasco-Ibáñez (1929-1936)
Après la mise en sommeil impliquée par la dictature de Miguel Primo de Rivera, à la mort d'Azzati en 1929, Sigfrido Blasco-Ibáñez, fils de Vicente, accède à la direction du parti. Il adopte une ligne plus conservatrice et se rapproche à nouveau du Parti républicain radical d'Alejandro Lerroux, puis de la Confédération espagnole des droites autonomes (CEDA). Aux élections municipales du 12 avril 1931, dont le résultat défavorable à la Monarchie dans les villes est interprété comme un désaveu pour le régime et conduirait à la proclamation de la Seconde République (es) deux jours plus tard, le PURA obtient de nouveau la majorité au conseil municipal de Valence. Depuis cette institution, les blasquistes proposent l'avant-projet de statut d'autonomie de la Région valencienne de 1931, mais qui ne prospère pas car il n'obtient pas le soutien de la députation provinciale d'Alicante ni de l'ayuntamiento de Castellón. Le PURA envisage alors de réduire l'extension du projet de statut d'autonomie à son fief, la province de Valence, mais le projet n'est pas mené à terme. Le parti abandonne ensuite les revendications d'autonomie mais maintient son discours anticlérical et jacobin.
Durant la Seconde République le blasquisme perd une bonne partie de son influence politique au bénéfice de la Droite régionale valencienne (DRV), mieux organisée autour d'un meneur charismatique, mais le mouvement conserve une certaine vigueur. Aux élections générales de 1933, le PURA et la DRV intègrent tous deux la CEDA, qui obtient une victoire significative, localement et dans toute l'Espagne en général. À l'issue du scrutin, le vétéran dirigeant du PURA Ricardo Samper entre au gouvernement présidé par Alejandro Lerroux, et lorsque ce dernier est contraint de démissionner en avril 1934, Samper le remplace à la tête de l'exécutif. Le virage à droite du parti s'accentue après l'entrée au gouvernement de la CEDA — dont fait partie la Droite régionale valencienne — et, surtout, après l'échec de la révolution d'octobre 1934. Le mouvement entre toutefois dans une franche décadence, se rapprochant des positions de droite les plus récalcitrantes et, souffrant de la corruption notoire de son leader, impliqué dans le scandale du straperlo, il perd une grande partie de son électorat, et pâtit de la scission du Parti républicain radical socialiste ainsi que du rapprochement de certaines de ses figures importantes des courants du nationalisme valencien. Pour éviter le naufrage électoral, Sigfrido Blasco-Ibáñez suit la position de Manuel Portela Valladares mais ne peut éviter un cuisant échec aux élections générales de 1936, qui représentent la fin du protagonisme politique du blasquisme.